# Kulltorp
Kulltorp ist eine schwedische Ortschaft (tätort) der Gemeinde Gnosjö in der Provinz Jönköpings län und der historischen Provinz Småland.